# Plagithmysus wattleae
Plagithmysus wattleae là một loài bọ cánh cứng trong họ Cerambycidae.